# Багновик африканський
Багновик африканський (Zapornia flavirostra) — вид журавлеподібних птахів родини пастушкових (Rallidae). Поширений в Африці.

## Поширення
Гніздиться в більшій частині Африки південніше Сахари, за винятком дуже посушливих районів. Середовище існування цього поширеного та численного виду складається з прісноводних боліт усіх типів, де є рослинність, у якій можна знайти притулок.

## Опис
Довжина птаха становить 19–23 см. Він має короткий хвіст і довгі пальці. Дорослі екземпляри мають майже повністю чорне оперення з оливково-коричневими відблисками на крилах і верхній частині, які важко розрізнити в природі. Райдужна оболонка ока червона, дзьоб жовтий (звідси видова назва flavirostra), а гомілки й ступні червоні, особливо яскраві і період спаровування.

## Спосіб життя
Веде денний спосіб життя. Часто виходить на пошуки поживу поблизу людських поселень або на відкриту місцевість. Харчується різноманітними безхребетними, дрібною рибою, жабами та насінням. Їсть також яйця інших птахів і падаль. Шукає їжу на землі або серед болотної рослинності. Гніздо складається з глибокої, добре впорядкованої сферичної споруди, яка складається з водних рослин і будується обома статями серед болотної рослинності або на землі, в сухому місці. Іноді його також можна спорудити між гілками чагарнику, висотою до 3 м. Яйця від двох до шести, зазвичай три, кремового або білого кольору з коричневими або бурими плямами. Обоє батьків, іноді за допомогою молодняку з попередніх виводків, висаджують їх протягом 13-19 днів. Пташенята покидають гніздо протягом 1-3 днів, але протягом декількох тижнів їх годують батьки та їхні «помічники». Вони оперяються на 5-6 тижні і стають повністю самостійними на 6-12 тижні.